# Ximena Vélez Liendo
Ximena Vélez Liendo (Oruro, 7 de marzo de 1976) es una bióloga boliviana especialista en ecología y conservación de los osos andinos, conocidos como jukumari  (en aimara). Es ganadora del premio Whitley 2017 otorgado por Whitley Fund for Nature (WFN), por su trabajo de investigación sobre la coexistencia de los osos andinos con los humanos.

## Trayectoria

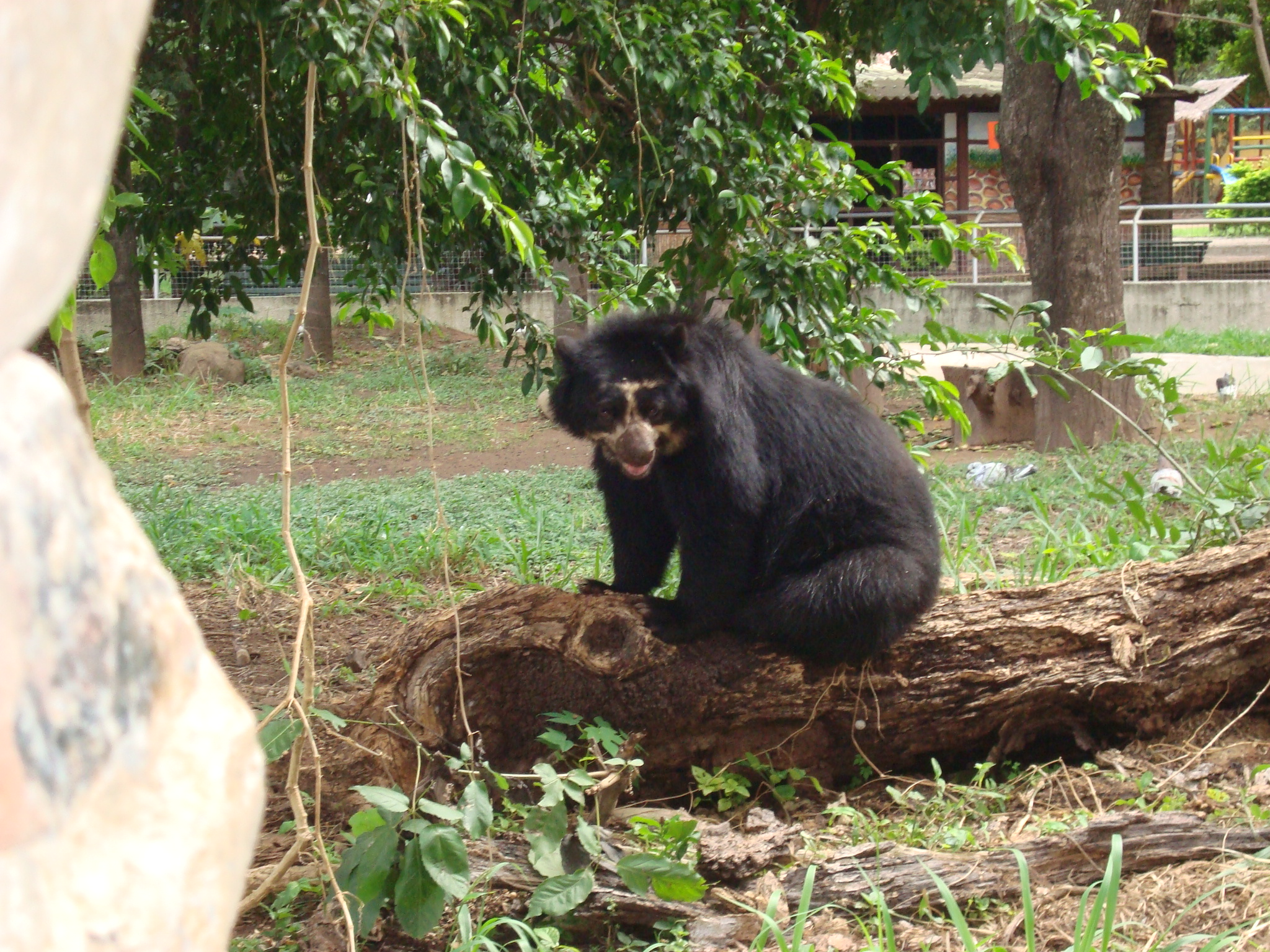
Oso Jukumari, el sujeto de investigación de Vélez Liendo.

Nació en Oruro y estudió biología en la Universidad Mayor de San Simón en Cochabamba realizó una maestría en sistemas de información geográfica en la Universidad de Leicester de Londres estudiando la deforestación y sus causas socioeconómicas en la zona de amortiguamiento del parque nacional Carrasco de Bolivia y el doctorado en el Laboratorio de Ecología y Evolución de la Universidad de Amberes.
Inició su investigación con los osos andinos en 1999. En su trabajo utiliza modelos de hábitat, análisis de conectividad paisajista y modelos expansión humana para identificar áreas de conservación clave para los osos en Bolivia. 
En mayo de 2017 recibió el Premio Whitley por su investigación "Conservación a través de la coexistencia: osos andinos y gente", que aplica con la cooperación de la ONG Prometa, el Zoológico de Chester (Inglaterra) y la Unidad de Investigación para la Conservación de la Fauna Silvestre de la Universidad de Oxford (WildCRU).

## Publicaciones
- 2016, Velez-Liendo, X. & Garcia-Rangel S. Tremarctos ornatus. IUCN. IUCN Red List of Threatened Species.

- 2014, Velez-Liendo X., F. Adriaensen & E. Matthysen. Landscape assessment of habitat suitability and connectivity for Andean bears in the Bolivian Tropical Andes. Ursus 25 (2) 172-187.

- 2013, Velez-Liendo X, D. Strubbe & E. Matthysen. Effects of variable selection on modelling habitat and potential distribution of the Andean bear in Bolivia. URSUS 24(2):127-138.

- 2009, Velez-Liendo, X., B. Rios-Uzeda & V. Albarracin;Tremarctos ornatus. In: Ministerio de Medio Ambiente y Agua 2009. Libro rojo de la fauna silvestre de vertebrados de Bolivia. Red List Assessment of Bolivian Mammals.

- 2009, Velez-Liendo, X. & S. Paisley. Ursidae. Capítulo 21. In. Wallace, R.B., D.I. Rumiz and H. Gómez Cerveró. La Distribución y Ecología de los Mamíferos Medianos y Grandes de Bolivia. Editorial Fundación Simón Patiño, Santa Cruz de la Sierra, Bolivia.

- 2008, Goldstein, I. X. Velez-Liendo, S. Paisley & D.L. Garshelis;Tremarctos ornatus. In: IUCN 2008. 2008 IUCN Red List of Threatened Species. www.iucnredlist.org